# Stefan Gimpl
Stefan Gimpl (31 de octubre de 1979) es un deportista austríaco que compitió en snowboard. Ganó una medalla de bronce en el Campeonato Mundial de Snowboard de 2009, en la prueba de big air.

## Medallero internacional
| Campeonato Mundial | Campeonato Mundial         | Campeonato Mundial | Campeonato Mundial |
| Año                | Lugar                      | Medalla            | Prueba             |
| ------------------ | -------------------------- | ------------------ | ------------------ |
| 2009               | Hoengseong (Corea del Sur) | Medalla de bronce  | Big air            |